# Spatiator
Famille
Genre
Spatiator est un genre fossile d'araignées aranéomorphes, le seul de la famille des Spatiatoridae.

## Distribution
Les espèces de ce genre ont été découvertes dans de l'ambre de Birmanie, de Bitterfeld en Saxe-Anhalt en Allemagne et de la mer Baltique. Elles datent du Crétacé et du Paléogène.

## Liste des espèces
Selon The World Spider Catalog 18.0 :
- † Spatiator bitterfeldensis Wunderlich, 2017
- †Spatiator caulis Wunderlich, 2008
- †Spatiator martensi Wunderlich, 2006
- †Spatiator praeceps Petrunkevitch, 1942
- †Spatiator putescens Wunderlich, 2015

## Publication originale
- Petrunkevitch, 1942 : A study of amber spiders. Transactions of the Connecticut Academy of Arts and Sciences, vol. 34, p. 119–464.